# Escoles Agustí Gifré
Les Escoles Agustí Gifré són un monument del municipi de Sant Gregori (Gironès) protegit com a bé cultural d'interès local.

## Descripció
És un edifici escolar constituït per dos pavellons, un per nens i l'altre per a nenes, separats per un espai central que en el projecte original havia de contenir l'ajuntament del poble. Actualment aquell espai és ocupat per una ampliació realitzada a principis dels anys setanta, correctament integrada amb l'edificació més antiga. Dels pavellons originaris en destaquen el cos d'accés amb uns remats ceràmics vidriats de color groc. Els paraments exteriors combinen la pedra de riu com a basament, els carreus, l'obra de fàbrica molt localitzada i l'arrebossat i el pintat.

## Història
Hi ha constància en una de les Consuetes de la Parròquia que es conserven de l'any 1718, de l'existència d'un mestre d'escola, que seria l'eclesiàstic dedicat a l'ensenyament de la mainada del poble. L'actual edifici de l'escola pública imparteix el grau primari i la Formació Professional. Els seus orígens cal buscar-los el 1910 en que, segons les Actes Municipals, existia un greu problema en haver de mantenir les escoles que hi havia disperses en els pobles del districte municipal. A finals d'aquell any se sol·licita la creació d'una escola ambulant. Posteriorment la Junta local d'instrucció decideix demanar a la Junta Nacional la construcció d'uns locals escolars i cases pels mestres, acollint-se als beneficis del R.D. d'abril de 1905. L'ajuntament comprà els terrenys a Enric Gifré. El projecte fou redactat per Rafael Masó i Valentí.